# Oula (département)
Pour les articles homonymes, voir Oula.
Cet article concerne le département et la commune rurale. Pour le village chef-lieu, voir Oula (Oula).
Oula est un département et une commune rurale situé dans la province du Yatenga et la région Nord au Burkina Faso.

## Géographie

### Démographie
- En 1996, le département comptait 37 918 habitants recensés[2].
- En 2003, le département comptait 42 805 habitants estimés[3].
- En 2006, le département comptait 44 692 habitants recensés[4].
- En 2019, le département comptait 62 811 habitants recensés[1].

## Administration

### Villages
Le département et la commune rurale d'Oula est administrativement composé de soixante-deux villages, dont le village chef-lieu homonyme (données de population actualisées en 2012, issues de recensement général de 2006) :
- Bagahokc-Mossi (201 habitants)
- Bagahokc-Yarcé (474 habitants)
- Bilinga (852 habitants)
- Bougouré (1 943 habitants)
- Bourbo (1 140 habitants)
- Bouro (591 habitants)
- Boursouma (1 420 habitants)
- Bouskoudougo (583 habitants)
- Boussoum (161 habitants)
- Dabla (594 habitants)
- Filly (711 habitants)
- Gourbaré (394 habitants)
- Ipala (633 habitants)
- Irbou (766 habitants)
- Kalsagado-Mossi (358 habitants)
- Kalsagado-Peulh (82 habitants)
- Kalsagado-Samba (302 habitants)
- Kao-Mossi (961 habitants)
- Kao-Peulh (945 habitants)
- Kayégué (1 194 habitants)
- Kayégué-Silmi-Mossi (75 habitants)
- Kénéméné (250 habitants)
- Kibtengaye (229 habitants)
- Kiré (317 habitants)
- Kounga-Mossi (86 habitants)
- Kounga-Peulh (429 habitants)
- Kourba-Bagré (575 habitants)
- Kourbo-Mogo (462 habitants)
- Laoua-Mossi (549 habitants)
- Laoua-Peulh (108 habitants)
- Lougouri (2 894 habitants)
- Margo (1 867 habitants)
- Nongofaire (1 113 habitants)
- Nongofaire-Peulh (133 habitants)
- Nongofaire-Silmi-Mossi (310 habitants)
- Omsom (1 294 habitants)
- Ouagandé-Mossi (610 habitants)
- Ouagandé-Peulh (195 habitants)
- Oula (1 484 habitants), chef-lieu
- Ouro-Mossi (673 habitants)
- Ouro-Yarcé (250 habitants)
- Pelkisga (494 habitants)
- Pellé (1 620 habitants)
- Rambi-Mossi (455 habitants)
- Rambi-Peulh (275 habitants)
- Rassomdé (676 habitants)
- Réka (365 habitants)
- Réko (607 habitants)
- Rigui (1 752 habitants)
- Robéna (633 habitants)
- Roko (300 habitants)
- Sindilo (195 habitants)
- Sonh (991 habitants)
- Sorgho-Silmi-Mossi (132 habitants)
- Sounkouissi (544 habitants)
- Soussou (395 habitants)
- Tanlili (948 habitants)
- Tilli (970 habitants)
- Yallé (103 habitants)
- Zanna-Mossi (867 habitants)
- Zanna-Peulh (103 habitants)
- Ziga (4 059 habitants)